# Efficienza di schermatura
Si definisce efficienza di schermatura (abbreviato in SE, dall'inglese Shielding Efficiency) la quantità:
{\displaystyle {\frac {E_{0}}{E_{S}}}}
dove:
- {\displaystyle E_{0}} è il modulo del campo elettrico presente in un determinato punto;
- {\displaystyle E_{S}} è il modulo del campo elettrico nello stesso punto in presenza di un determinato schermo elettromagnetico (ad esempio una superficie di un conduttore).

L'efficienza di schermatura, solitamente misurata in decibel, valuta quindi di quanto uno schermo elettromagnetico riesce a ridurre un campo elettrico incidente, ed è quindi molto usata in compatibilità elettromagnetica per valutare le emissioni o l'immunità irradiata di un dato dispositivo. 

## Formule approssimate
Esistono delle formule approssimate per l'efficienza di schermatura nel caso di uno schermo costituito da un piano conduttore infinito investito da un'onda piana di campo elettrico. Si scrive quindi l'efficienza di schermatura {\displaystyle SE_{dB}=R_{dB}+A_{dB}},
dove il termine {\displaystyle R_{dB}} tiene conto dell'attenuazione prodotta dalle riflessioni sulle due discontinuità dello schermo, mentre {\displaystyle A_{dB}} rappresenta l'attenuazione prodotta dal mezzo conduttore in sé. Si può aggiungere un ulteriore termine, {\displaystyle B_{dB}} che tiene conto delle riflessioni multiple che si sviluppano all'interno dello schermo, ma in genere tale termine è trascurabile rispetto agli altri due. Le formule approssimate per {\displaystyle R_{dB}} e {\displaystyle A_{dB}} sono:
{\displaystyle R_{dB}=168+10log_{10}{\frac {\sigma _{R}}{\mu _{R}}}-10log_{10}{f}}
{\displaystyle A_{dB}=131d{\sqrt {\sigma _{R}\mu _{R}f}}}
dove:
- {\displaystyle f} è la frequenza dell'onda incidente
- {\displaystyle d} lo spessore del piano conduttore
- {\displaystyle \sigma _{R}} e {\displaystyle \mu _{R}} sono rispettivamente la conducibilità e la permeabilità magnetica del materiale di cui il piano è fatto, normalizzate a quelle del rame:

{\displaystyle \left\{{\begin{array}{l}\sigma _{Cu}=5.8\cdot 10^{7}S/m\\\mu _{Cu}\approx \mu _{0}=4\pi \cdot 10^{-7}H/m\end{array}}\right.}